# 比荷盧旗幟

比荷盧旗幟是一面非正式用旗，設計於1951年。比荷盧旗幟融合了荷蘭、比利時和盧森堡三國的國旗特徵，紅色條紋來自盧森堡國旗，藍色條紋來自荷蘭國旗，黑色條紋和黃色獅子來自比利時國徽。獅子在歷史上也是低地國家的象徵。